# Prefecto de París

No hay uno, sino dos prefectos de París: de una parte el prefecto de París encargado de la policía, por otra parte, el prefecto de departamento, que es también prefecto de la región. El carácter estratégico excepcional de París, principal ciudad del país, la capital política, la capital económica, la imagen que Francia desea mostrar al mundo, siempre justificó la instauración de relaciones administrativas particulares con el Estado Central.

## Visión de conjunto
En los siglos XIX, el Estado directamente administraba la ciudad de París. 
Además de la importancia estratégica de París, el Barón Haussmann estimaba en sus "Memorias" que, en una ciudad donde tantos habitantes vienen de las regiones más variadas, la diversidad sociológica y la movilidad geográfica impedían la formación de un espíritu verdadero y común sin el cual la elección de un ayuntamiento tenía apenas sentido.
Pero, podemos pensar que es sobre todo al miedo de la revolución que motiva esta postura bajo tutela de la capital: el poder central teme en efecto un poder municipal demasiado fuerte, que, en el período de una insurrección, y cualquiera que sea el motivo, corre peligro de escapar de su autoridad. El episodio de la Comuna de París en 1871 podía sólo confirmar estos temores.
Así la policía parisina está bajo autoridad del Estado después de Colbert y Gabriel Nicolás de la Reynie desde el año 1800 al 1977 (a excepción de dos intervalos en 1848 y en 1870-1871) ha sido colocada bajo la autoridad de los representantes del Estado, a saber al prefecto de París encargado de la policía de una parte, el prefecto de departamento por otra parte (el prefecto de departamento se le llamó prefecto del Sena, hasta 1968, y prefecto de París. Existía por cierto un "consejo de departamento", convertido en ayuntamiento en 1834, pero es sólo bajo la tercera República Francesa que este consejo comenzó a formar un contrapoder efectivo al del prefecto del Sena.
Sólo desde 1977 París tiene un alcalde elegido, un representante de ejercicio lleno, un jefe del ejecutivo municipal. Además, como París es a la vez una ciudad y un departamento, el alcalde de París cumple también las funciones de presidente de la diputación provincial. Los representantes del Estado continúan no obstante ejerciendo una parte de los poderes que dependen en otro lugar del ayuntamiento o de la diputación provincial. La misma presencia de los servicios del Estado sustrae porciones de territorio del control de la ciudad: así el barrio cuarto de los ministerios del VII distrito de París, clasificado de operación de interés nacional, directamente depende del Estado para las cuestiones de urbanismo
- Datos: Q3408923
- Multimedia: Préfecture de Paris / Q3408923